# Amiga 4000
Amiga 4000 – komputer linii Amiga przeznaczony (po rozbudowie o specjalizowane podzespoły) do profesjonalnych zastosowań w telewizji i filmie.
Stanowił ewolucyjny odpowiednik modelu Amiga 3000, który to zastąpił wcześniejsze modele Amiga 2000 i Amiga 2500. Cena w roku 1995 za podstawowy model A4000 z procesorem Motorola 68040, 6MB RAM 130MB HD wynosiła 3100 marek niemieckich, co stanowiło równowartość 6500 PLN. Komputer umieszczono w obudowie typu desktop przypominającej PC, a nie oryginalny styl znany z wzornictwa A3000. W Polsce, wydano w 1993 roku.

## Dane techniczne
Zastosowano układy specjalizowane AGA pracujące z częstotliwości 28.48 MHz znane wcześniej z modelu Amiga 1200, w stosunku do A3000 nie ma układu flicker fixer, który zmienia częstotliwość odchylania obrazu w systemach PAL i NTSC na standard VGA. CPU Motorola 68040/25 MHz (A4000/040) lub MC68EC030/25 MHz (A4000/030). Procesor 68040/25 MHz stanowi mniej więcej odpowiednik procesora Intel 80486.
Procesor nie jest umieszczony na płycie głównej, jak to ma miejsce w modelu Amiga 2000, lecz na karcie procesora (daughterboard) o oznaczeniu odpowiednio A3640 i A3630, w specjalnym slocie karty procesora, jednakowym ze stosowanym wcześniej w modelach Amiga 3000 i Amiga 3000T. Pozwala to na zastosowanie wydajniejszych procesorów na kartach procesorowych innych firm. W A2000 opcjonalną kartę procesora instaluje się w złączu karty procesora. Pamięć operacyjna to 2 MB CHIP RAM (pamięć graficzna, jednak może być adresowana przez procesor) typu SIMM i do 16 MB FAST RAM w 4 bankach pamięci (układy 1 MB, lub 4 MB SIMM 70 ns, nie można stosować jednocześnie obu układów). Sterownik dysku AT-Bus (wcześniej stosowano SCSI). Sloty kart rozszerzeń to cztery sloty ZORRO III (zgodne z ZORRO II), przy czym transfer między procesorem a kartą w slocie ZORRO III wynosi do 11 MB/s (ZORRO II zapewnia transfer 2.5 MB/s), slot Video (umożliwia stosowanie np. systemu Video Toaster, genlocków itp.), slot karty procesora. Kickstart 3.1 (rev. 40.70) zapisany jest w układzie 512 kB ROM na płycie głównej. W obudowie jest miejsce na dwa dyski twarde oraz jedna zatoczka na urządzenie 5,25" i dwie zatoczki 3,5". Standardowo zainstalowana jest jedna stacja dysków FDD HD zapisująca na dyskietce HD 1760 kB (w standardzie PC 1440 kB).

## Rozbudowa
Niedostatki konstrukcji A4000 rozwiązane zostały wkrótce po pojawieniu się modelu na rynku firm takich jak GVP. Karta procesora GVP G-Force 040 zawierała procesor MC68040/40 MHz, doskonalszy kontroler pamięci, sloty na cztery układy SIMM 4 MB o czasie dostępu 40 ns, co umożliwiało rozbudowanie pamięci do 52 MB (przy użyciu 5 układów SIMM na płycie głównej, 4 układów na karcie GVP i 4 na płytce z gniazdami do karty GVP), kontroler Fast SCSI II zamiast oryginalnego AT-Bus. Do Amigi 4000 firma NewTek specjalnie przekonstruowała swój sztandarowy produkt do zastosowań telewizyjnych Video Toaster, wcześniej wykorzystywany w modelu Amiga 2000 (w A3000 fizycznie nie mieścił się w obudowie) i nazwała go Video Toaster 4000.